# Viella, Hautes-Pyrénées
Viella är en kommun i departementet Hautes-Pyrénées i regionen Occitanien i sydvästra Frankrike. Kommunen ligger i kantonen Luz-Saint-Sauveur som tillhör arrondissementet Argelès-Gazost. År 2022 hade Viella 83 invånare.

## Befolkningsutveckling
Antalet invånare i kommunen Viella
| Referens: INSEE |